# Revoca (processo penale)
La revoca, nel processo penale, è disposta nei confronti di provvedimenti di varia natura, alla disciplina dei quali si rinvia.

## Casi
- Revoca della sentenza di non luogo a procedere (art. 434 c.p.p.).
- Revoca dell'ordinanza di sospensione del procedimento per incapacità dell'imputato (art. 72 c.p.p.).
- Revoca delle misure cautelari (art. 299 c.p.p., per le misure personali; vedi singole disposizioni per le misure reali)
- Revoca dell'ordinanza con cui era stato disposto il giudizio abbreviato (art. 441-bis c.p.p).
- Revoca del decreto penale di condanna (art. 464 c.p.p.; per il procedimento speciale che si apre all'interno di procedimenti differenziati, vedi singole disposizioni).
- Revoca dell'ordinanza di sospensione della provvisoria esecuzione delle condanne civili (art. 600 c.p.p.).
- Revoca della sentenza per revisione (art. 637 c.p.p.) o per abolizione del reato (art. 673 c.p.p.)
- Revoca della sospensione condizionale della pena, della grazia o dell'amnistia o dell'indulto condizionati e della non menzione della condanna nel casellario giudiziale (art. 674 c.p.p.)
- Revoca della condanna percuniaria (art.47 disp. att. c.p.p.).